# (433246) 2012 VG96
(433246) 2012 VG96 es un asteroide perteneciente al cinturón de asteroides, región del sistema solar que se encuentra entre las órbitas de Marte y Júpiter, descubierto el 9 de octubre de 2012 por el equipo del Mount Lemmon Survey desde el Observatorio del Monte Lemmon, Arizona, Estados Unidos.

## Designación y nombre
Designado provisionalmente como 2012 VG96. 

## Características orbitales
2012 VG96 está situado a una distancia media del Sol de 3,000 ua, pudiendo alejarse hasta 3,313 ua y acercarse hasta 2,687 ua. Su excentricidad es 0,104 y la inclinación orbital 3,623 grados. Emplea 1898,29 días en completar una órbita alrededor del Sol.
Los próximos acercamientos a la órbita de Júpiter ocurrirán el 10 de octubre de 2096, el 3 de febrero de 2143 y el 28 de abril de 2180.

## Características físicas
La magnitud absoluta de 2012 VG96 es 16,67. 